# Sezon NBA 2016/17
Sezon NBA 2016/17 – 71. sezon zasadniczy rozgrywek National Basketball Association (NBA). Rozpoczął się 25 października 2016 od meczu pomiędzy New York Knicks a Cleveland Cavaliers. Każdy z zespołów rozegrał 82 spotkania. Ostatnie mecze rozegrano 12 kwietnia 2017.

## Przedsezon
Rozgrywki sezonu zasadniczego poprzedziły mecze przedsezonu. Odbyły się one w dniach 1–21 października 2016.

## Sezon zasadniczy
Sezon trwał od 25 października 2016 do 12 kwietnia 2017. 19 lutego 2017 w Nowym Orleanie rozegrano mecz gwiazd. MVP meczu wybrany został Anthony Davis z New Orleans Pelicans. MVP całego sezonu zasadniczego NBA 2016/2017 został Russell Westbrook z Oklahoma City Thunder, był również najlepiej punktującym graczem ligi.

### Wyniki
Według Konferencji
| Nr | Drużyna             | ZW | PO | PRO  | RZ   | LM |
| -- | ------------------- | -- | -- | ---- | ---- | -- |
| 1  | Boston Celtics      | 53 | 29 | .646 | –    | 82 |
| 2  | Cleveland Cavaliers | 51 | 31 | .622 | 02.0 | 82 |
| 3  | Toronto Raptors     | 51 | 31 | .622 | 02.0 | 82 |
| 4  | Washington Wizards  | 49 | 33 | .598 | 04.0 | 82 |
| 5  | Atlanta Hawks       | 43 | 39 | .524 | 10.0 | 82 |
| 6  | Milwaukee Bucks     | 42 | 40 | .512 | 11.0 | 82 |
| 7  | Indiana Pacers      | 42 | 40 | .512 | 11.0 | 82 |
| 8  | Chicago Bulls       | 41 | 41 | .500 | 12.0 | 82 |
|    |                     |    |    |      |      |    |
| 9  | Miami Heat          | 41 | 41 | .500 | 12.0 | 82 |
| 10 | Detroit Pistons     | 37 | 45 | .451 | 16.0 | 82 |
| 11 | Charlotte Hornets   | 36 | 46 | .439 | 17.0 | 82 |
| 12 | New York Knicks     | 31 | 51 | .387 | 22.0 | 82 |
| 13 | Orlando Magic       | 29 | 53 | .354 | 24.0 | 82 |
| 14 | Philadelphia 76ers  | 28 | 54 | .341 | 25.0 | 82 |
| 15 | Brooklyn Nets       | 20 | 62 | .244 | 33.0 | 82 |

| Nr | Drużyna                | ZW | PO | PRO  | RZ   | LM |
| -- | ---------------------- | -- | -- | ---- | ---- | -- |
| 1  | Golden State Warriors  | 67 | 15 | .817 | –    | 82 |
| 2  | San Antonio Spurs      | 61 | 21 | .744 | 06.0 | 82 |
| 3  | Houston Rockets        | 55 | 27 | .671 | 12.0 | 82 |
| 4  | Los Angeles Clippers   | 51 | 31 | .622 | 16.0 | 82 |
| 5  | Utah Jazz              | 51 | 31 | .622 | 16.0 | 82 |
| 6  | Oklahoma City Thunder  | 47 | 35 | .573 | 20.0 | 82 |
| 7  | Memphis Grizzlies      | 43 | 39 | .524 | 24.0 | 82 |
| 8  | Portland Trail Blazers | 41 | 41 | .500 | 26.0 | 82 |
|    |                        |    |    |      |      |    |
| 9  | Denver Nuggets         | 40 | 42 | .488 | 27.0 | 82 |
| 10 | New Orleans Pelicans   | 34 | 48 | .415 | 33.0 | 82 |
| 11 | Dallas Mavericks       | 33 | 49 | .402 | 34.0 | 82 |
| 12 | Sacramento Kings       | 32 | 50 | .390 | 35.0 | 82 |
| 13 | Minnesota Timberwolves | 31 | 51 | .378 | 36.0 | 82 |
| 14 | Los Angeles Lakers     | 26 | 56 | .317 | 41.0 | 82 |
| 15 | Phoenix Suns           | 24 | 58 | .293 | 43.0 | 82 |

Zespoły z miejsc 1-8 każdej z konferencji zakwalifikowały się do 2017 NBA Playoffs.

## Statystyki

### Liderzy statystyk indywidualnych
| Kategoria              | Gracz             | Zespół                              | Wynik |
| ---------------------- | ----------------- | ----------------------------------- | ----- |
| Punkty na mecz         | Russell Westbrook | Oklahoma City Thunder               | 31.6  |
| Zbiórki na mecz        | Hassan Whiteside  | Miami Heat                          | 14.1  |
| Asysty na mecz         | James Harden      | Houston Rockets                     | 11.2  |
| Przechwyty na mecz     | Draymond Green    | Golden State Warriors               | 2.03  |
| Bloki na mecz          | Rudy Gobert       | Utah Jazz                           | 2.64  |
| Straty na mecz         | James Harden      | Houston Rockets                     | 5.7   |
| Minuty na mecz         | LeBron James      | Cleveland Cavaliers                 | 37.8  |
| Celność rzutów z pola  | DeAndre Jordan    | Los Angeles Clippers                | 71.4% |
| Celność rzutów wolnych | C.J. McCollum     | Portland Trail Blazers              | 91.2% |
| Celność rzutów „za 3”  | Kyle Korver       | Atlanta Hawks / Cleveland Cavaliers | 45.1% |

### Najlepsze wyniki indywidualne
| Kategoria  | Gracz             | Wynik |
| ---------- | ----------------- | ----- |
| Punkty     | Devin Booker      | 70    |
| Zbiórki    | Hassan Whiteside  | 25    |
| Zbiórki    | DeAndre Jordan    | 25    |
| Zbiórki    | Rudy Gobert       | 25    |
| Asysty     | Russell Westbrook | 22    |
| Przechwyty | Draymond Green    | 8     |
| Bloki      | Brook Lopez       | 8     |
| Bloki      | Robin Lopez       | 8     |
| Bloki      | Rudy Gobert       | 8     |

### Najlepsze wyniki drużynowe
| Kategoria              | Drużyna               | Wynik |
| ---------------------- | --------------------- | ----- |
| Punkty na mecz         | Golden State Warriors | 116.0 |
| Zbiórki na mecz        | Oklahoma City Thunder | 46.6  |
| Asysty na mecz         | Golden State Warriors | 30.4  |
| Przechwyty na mecz     | Golden State Warriors | 9.5   |
| Bloki na mecz          | Golden State Warriors | 6.7   |
| Straty na mecz         | Philadelphia 76ers    | 16.0  |
| Celność rzutów z pola  | Golden State Warriors | 49.5% |
| Celność rzutów wolnych | Charlotte Hornets     | 81.5% |
| Celność rzutów „za 3”  | San Antonio Spurs     | 39.1% |
| +/−                    | Golden State Warriors | 11.6  |

### Nagrody Indywidualne
| Nagroda                                  | Gracz                 | Zespół                |
| ---------------------------------------- | --------------------- | --------------------- |
| NBA Most Valuable Player Award           | Russell Westbrook     | Oklahoma City Thunder |
| NBA Defensive Player of the Year Award   | Draymond Green        | Golden State Warriors |
| NBA Rookie of the Year Award             | Malcolm Brogdon       | Milwaukee Bucks       |
| NBA Sixth Man of the Year Award          | Eric Gordon           | Houston Rockets       |
| NBA Most Improved Player Award           | Giannis Antetokounmpo | Milwaukee Bucks       |
| NBA Coach of the Year Award              | Mike D’Antoni         | Houston Rockets       |
| NBA Executive of the Year Award          | Bob Myers             | Golden State Warriors |
| NBA Sportsmanship Award                  | Kemba Walker          | Charlotte Hornets     |
| J. Walter Kennedy Citizenship Award      | LeBron James          | Cleveland Cavaliers   |
| Twyman–Stokes Teammate of the Year Award | Dirk Nowitzki         | Dallas Mavericks      |

## Playoffs
Mistrzem NBA 2017 został zespół Golden State Warriors. Nagrodę MVP finałów otrzymał Kevin Durant.
Drabinka rozgrywek
|  |                          |                          |                          |                       |   |                       |                       |                       |  |  |                    |                    |                    |  |  |           |           |           |
|  | Ćwierćfinały Konferencji | Ćwierćfinały Konferencji | Ćwierćfinały Konferencji |                       |   | Półfinały Konferencji | Półfinały Konferencji | Półfinały Konferencji |  |  | Finały Konferencji | Finały Konferencji | Finały Konferencji |  |  | Finał NBA | Finał NBA | Finał NBA |
|  | Ćwierćfinały Konferencji | Ćwierćfinały Konferencji | Ćwierćfinały Konferencji |                       |   | Półfinały Konferencji | Półfinały Konferencji | Półfinały Konferencji |  |  | Finały Konferencji | Finały Konferencji | Finały Konferencji |  |  | Finał NBA | Finał NBA | Finał NBA |
|  |                          |                          |                          |                       |   |                       |                       |                       |  |  |                    |                    |                    |  |  |           |           |           |
|  |                          |                          |                          |                       |   |                       |                       |                       |  |  |                    |                    |                    |  |  |           |           |           |
|  | W1                       | Boston Celtics           | 4                        |                       |   |                       |                       |                       |  |  |                    |                    |                    |  |  |           |           |           |
|  | W1                       | Boston Celtics           | 4                        |                       |   |                       |                       |                       |  |  |                    |                    |                    |  |  |           |           |           |
|  | W8                       | Chicago Bulls            | 2                        |                       |   |                       |                       |                       |  |  |                    |                    |                    |  |  |           |           |           |
|  | W8                       | Chicago Bulls            | 2                        |                       |   | W1                    | Boston Celtics        | 4                     |  |  |                    |                    |                    |  |  |           |           |           |
|  |                          |                          |                          |                       |   | W1                    | Boston Celtics        | 4                     |  |  |                    |                    |                    |  |  |           |           |           |
|  |                          |                          | W4                       | Washington Wizards    | 3 |                       |                       |                       |  |  |                    |                    |                    |  |  |           |           |           |
|  | W4                       | Washington Wizards       | W4                       | Washington Wizards    | 3 | 4                     |                       |                       |  |  |                    |                    |                    |  |  |           |           |           |
|  | W4                       | Washington Wizards       |                          |                       |   |                       |                       |                       |  |  |                    |                    |                    |  |  |           |           |           |
|  | W5                       | Atlanta Hawks            | 2                        |                       |   |                       |                       |                       |  |  |                    |                    |                    |  |  |           |           |           |
|  | W5                       | Atlanta Hawks            | 2                        |                       |   | W1                    | Boston Celtics        | 1                     |  |  |                    |                    |                    |  |  |           |           |           |
|  |                          |                          |                          |                       |   |                       |                       |                       |  |  |                    |                    |                    |  |  |           |           |           |
|  |                          |                          | W2                       | Cleveland Cavaliers   | 4 |                       |                       |                       |  |  |                    |                    |                    |  |  |           |           |           |
|  | W3                       | Toronto Raptors          | W2                       | Cleveland Cavaliers   | 4 | 4                     |                       |                       |  |  |                    |                    |                    |  |  |           |           |           |
|  | W3                       | Toronto Raptors          |                          |                       |   |                       |                       |                       |  |  |                    |                    |                    |  |  |           |           |           |
|  | W6                       | Milwaukee Bucks          | 2                        |                       |   |                       |                       |                       |  |  |                    |                    |                    |  |  |           |           |           |
|  | W6                       | Milwaukee Bucks          | 2                        |                       |   | W3                    | Toronto Raptors       | 0                     |  |  |                    |                    |                    |  |  |           |           |           |
|  |                          |                          |                          |                       |   | W3                    | Toronto Raptors       | 0                     |  |  |                    |                    |                    |  |  |           |           |           |
|  |                          |                          | W2                       | Cleveland Cavaliers   | 4 |                       |                       |                       |  |  |                    |                    |                    |  |  |           |           |           |
|  | W2                       | Cleveland Cavaliers      | W2                       | Cleveland Cavaliers   | 4 | 4                     |                       |                       |  |  |                    |                    |                    |  |  |           |           |           |
|  | W2                       | Cleveland Cavaliers      |                          |                       |   |                       |                       |                       |  |  |                    |                    |                    |  |  |           |           |           |
|  | W7                       | Indiana Pacers           | 0                        |                       |   |                       |                       |                       |  |  |                    |                    |                    |  |  |           |           |           |
|  | W7                       | Indiana Pacers           | 0                        |                       |   | W2                    | Cleveland Cavaliers   | 1                     |  |  |                    |                    |                    |  |  |           |           |           |
|  |                          |                          |                          |                       |   |                       |                       |                       |  |  |                    |                    |                    |  |  |           |           |           |
|  |                          |                          | Z1                       | Golden State Warriors | 4 |                       |                       |                       |  |  |                    |                    |                    |  |  |           |           |           |
|  | Z1                       | Golden State Warriors    | Z1                       | Golden State Warriors | 4 | 4                     |                       |                       |  |  |                    |                    |                    |  |  |           |           |           |
|  | Z1                       | Golden State Warriors    |                          |                       |   |                       |                       |                       |  |  |                    |                    |                    |  |  |           |           |           |
|  | Z8                       | Portland Trail Blazers   | 0                        |                       |   |                       |                       |                       |  |  |                    |                    |                    |  |  |           |           |           |
|  | Z8                       | Portland Trail Blazers   | 0                        |                       |   | Z1                    | Golden State Warriors | 4                     |  |  |                    |                    |                    |  |  |           |           |           |
|  |                          |                          |                          |                       |   | Z1                    | Golden State Warriors | 4                     |  |  |                    |                    |                    |  |  |           |           |           |
|  |                          |                          | Z5                       | Utah Jazz             | 0 |                       |                       |                       |  |  |                    |                    |                    |  |  |           |           |           |
|  | Z4                       | Los Angeles Clippers     | Z5                       | Utah Jazz             | 0 | 3                     |                       |                       |  |  |                    |                    |                    |  |  |           |           |           |
|  | Z4                       | Los Angeles Clippers     |                          |                       |   |                       |                       |                       |  |  |                    |                    |                    |  |  |           |           |           |
|  | Z5                       | Utah Jazz                | 4                        |                       |   |                       |                       |                       |  |  |                    |                    |                    |  |  |           |           |           |
|  | Z5                       | Utah Jazz                | 4                        |                       |   | Z1                    | Golden State Warriors | 4                     |  |  |                    |                    |                    |  |  |           |           |           |
|  |                          |                          |                          |                       |   |                       |                       |                       |  |  |                    |                    |                    |  |  |           |           |           |
|  |                          |                          | Z2                       | San Antonio Spurs     | 0 |                       |                       |                       |  |  |                    |                    |                    |  |  |           |           |           |
|  | Z3                       | Houston Rockets          | Z2                       | San Antonio Spurs     | 0 | 4                     |                       |                       |  |  |                    |                    |                    |  |  |           |           |           |
|  | Z3                       | Houston Rockets          |                          |                       |   |                       |                       |                       |  |  |                    |                    |                    |  |  |           |           |           |
|  | Z6                       | Oklahoma City Thunder    | 1                        |                       |   |                       |                       |                       |  |  |                    |                    |                    |  |  |           |           |           |
|  | Z6                       | Oklahoma City Thunder    | 1                        |                       |   | Z3                    | Houston Rockets       | 2                     |  |  |                    |                    |                    |  |  |           |           |           |
|  |                          |                          |                          |                       |   | Z3                    | Houston Rockets       | 2                     |  |  |                    |                    |                    |  |  |           |           |           |
|  |                          |                          | Z2                       | San Antonio Spurs     | 4 |                       |                       |                       |  |  |                    |                    |                    |  |  |           |           |           |
|  | Z2                       | San Antonio Spurs        | Z2                       | San Antonio Spurs     | 4 | 4                     |                       |                       |  |  |                    |                    |                    |  |  |           |           |           |
|  | Z2                       | San Antonio Spurs        |                          |                       |   |                       |                       |                       |  |  |                    |                    |                    |  |  |           |           |           |
|  | Z7                       | Memphis Grizzlies        | 2                        |                       |   |                       |                       |                       |  |  |                    |                    |                    |  |  |           |           |           |
|  | Z7                       | Memphis Grizzlies        | 2                        |                       |   |                       |                       |                       |  |  |                    |                    |                    |  |  |           |           |           |
|  |                          |                          |                          |                       |   |                       |                       |                       |  |  |                    |                    |                    |  |  |           |           |           |